# 随春
随春（？—3世紀），扬州會稽郡东冶县（治所在今福建省福州市鼓楼区）人，三国时期孙吴民变领袖，后投降，成为孙吴将领。
孙吴嘉禾四年（235年），庐陵人李桓、路合、会稽东冶人随春、南海人罗厉等纷纷起事。吴帝孙权命令镇南将军、番禺侯吕岱督率刘纂、唐咨等将领分部讨伐。吴军刚刚出动，随春就率先投降。吕岱封随春为偏将军，让他继续率领自己的部众，成为孙吴的一名将领。后来，李桓、罗厉等都被吴军擒获、斩杀，头颅被送到孙吴都城建业（今江苏省南京市）。